# Еліс Гоффман

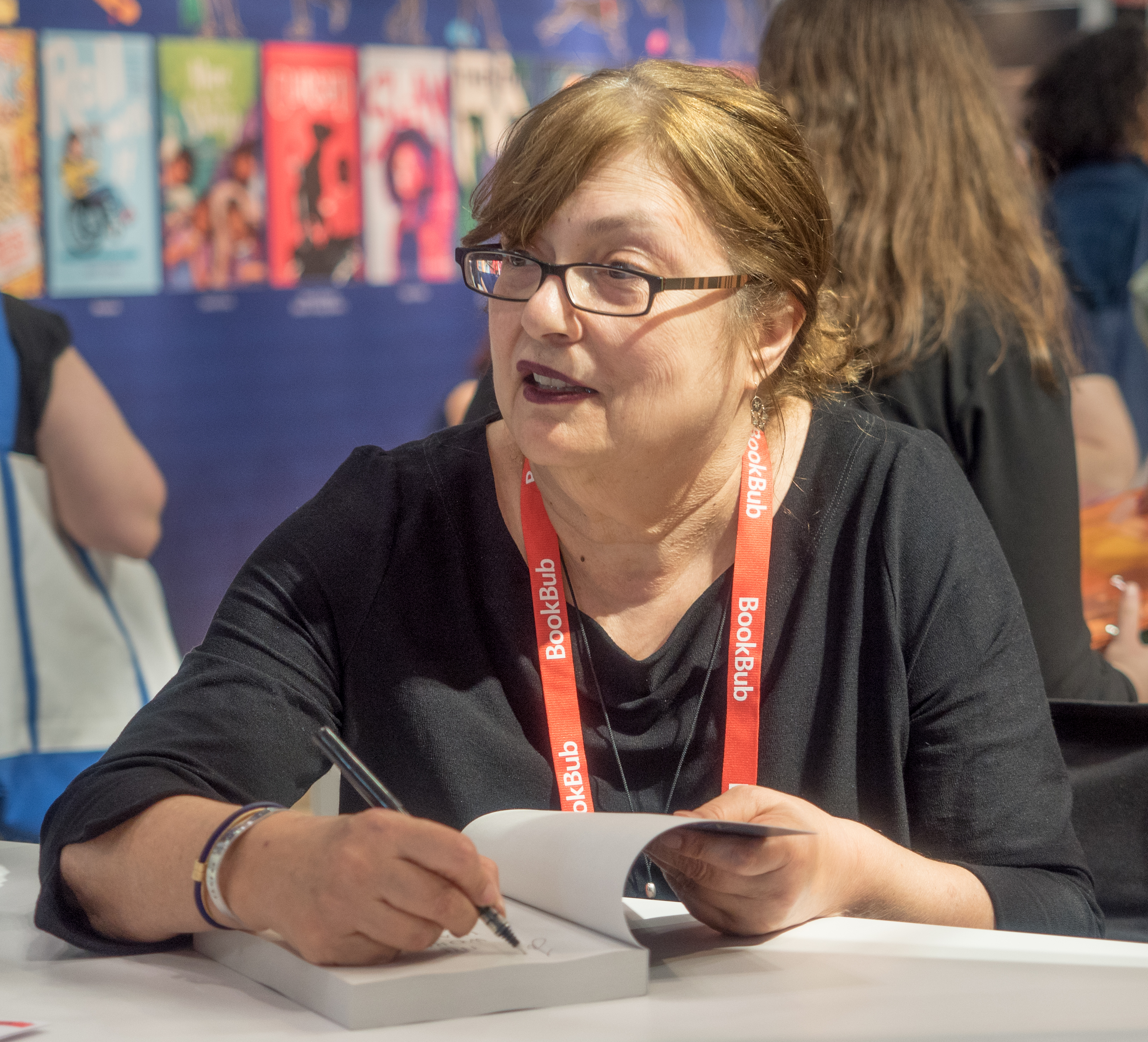
Еліс Гоффман, 2019 рік

Еліс Гоффман (англ. Alice Hoffman; нар. 16 березня 1952) — американська молодіжна та дитяча письменниця, відома своїм романом «Практична магія» 1995 року, який був адаптований для однойменного фільму 1998 року. Багато її творів належати до жанру магічного реалізму і містять елементи магії, іронії, нестандартних романів і стосунків.

## Молодість та освіта
Еліс Гоффман народилася в Нью-Йорку, виросла на Лонг-Айленді, Нью-Йорк. Її бабуся була російсько-єврейською емігранткою. Вона закінчила середню школу «Valley Stream North» у 1969 році, а потім — Університет Аделфі зі ступенем бакалавра мистецтв. У 1973 та 1974 роках вона була стипендіаткою «Mirrielees» у Центрі творчого письма Стенфордського університету, де здобула ступінь магістра мистецтв у творчому письмі.

## Кар'єра
Коли Гоффман був двадцять один рік і вона навчалася в Стенфорді, її перше оповідання «At The Drive-In» було опубліковано в третьому томі літературного журналу «Fiction». З нею зв'язався редактор Тед Солотаров і запитав, чи є в неї роман. У той момент вона почала писати свій перший роман «Власність». Він був опублікований у 1977 році видавництвом «Farrar Straus and Giroux», нині підрозділом «Macmillan Publishers». Розділ «Property Of» був опублікований у літературному журналі Солотарова «American Review».
Першим місцем праці Еліс Гоффман була компанія «Doubleday», яка пізніше опублікувала два її романи.
Була лауреаткою премії New Jersey Notable Book Award за «Крижану королеву». Вона виграла премію Геммета за фільм «Turtle Moon». Вона написала сценарій до фільму «День незалежності» 1983 року з Кетлін Куінлан і Даян Віст у головних ролях.
У вересні 2019 року Гоффман випустила «The World That We Knew» (Світ, який ми знали), заснований на реальній історії, яку їй розповіла шанувальниця, коли отримувала автограф. Жінка зізналася Гоффман, що під час Другої світової війни її батьки-євреї змушували її жити з неєвреями, щоб утекти від нацистів. Вони були відомі як «приховані діти», Еліс думала про цю жінку та її незвичайне виховання роками, перш ніж вирішила поїхати до Європи та дізнатися більше.
Третій роман із її серії «Практична магія», «Уроки магії» вийшов у жовтні 2020 року. Дія цього приквела розгортається в 17 столітті та розповідає про життя Марії Овенс, матері сім'ї.
Для «Scholastic Press» письменниця також написала романи для молоді «Індиго», «Зелений ангел» і його продовження «Зелена відьма». Разом зі своїм сином Вулфом Мартіном вона написала книжку з малюнками «Місячний пес».
У 2015 році Гоффман передала свої архіви в альма-матер, Університет Аделфі.

## Особисте життя
Авторка проживає в Бостоні. Після лікування від раку молочної залози в лікарні Маунт-Оберн у Кембриджі вона допомогла створити при лікарні Гофманський центр грудей.

## Переклади українською
- Шлюб протилежностей. — Х.: Вид-во «Ранок»: «Фабула», 2017. — 448 с. — (Серія «Світовий бестселер»)[5].

- Сповнена віри. — Х.: Вид-во «Ранок»: «Фабула», 2018. — 320 с. — (Серія «Світовий бестселер»)[6].